# Krnov-Cvilín (železniční zastávka)
Krnov-Cvilín je železniční zastávka (dříve též hláska), která se nachází v severovýchodní části města Krnov v katastrálním území Krnov-Horní Předměstí. Leží v km 90,213 jednokolejné železniční trati Olomouc – Opava východ mezi stanicemi Skrochovice a Krnov.

## Historie
Zastávka s názvem Burgberg byla otevřena 15. června 1881, tedy devět let po zahájení provozu na trati. V roce 1918 bylo nádraží přejmenováno na Cvilín a tento název se používal s výjimkou let 1938–1945 (tehdy opět Burgberg) až do roku 1961, kdy se začalo používat pojmenování Krnov-Cvilín.

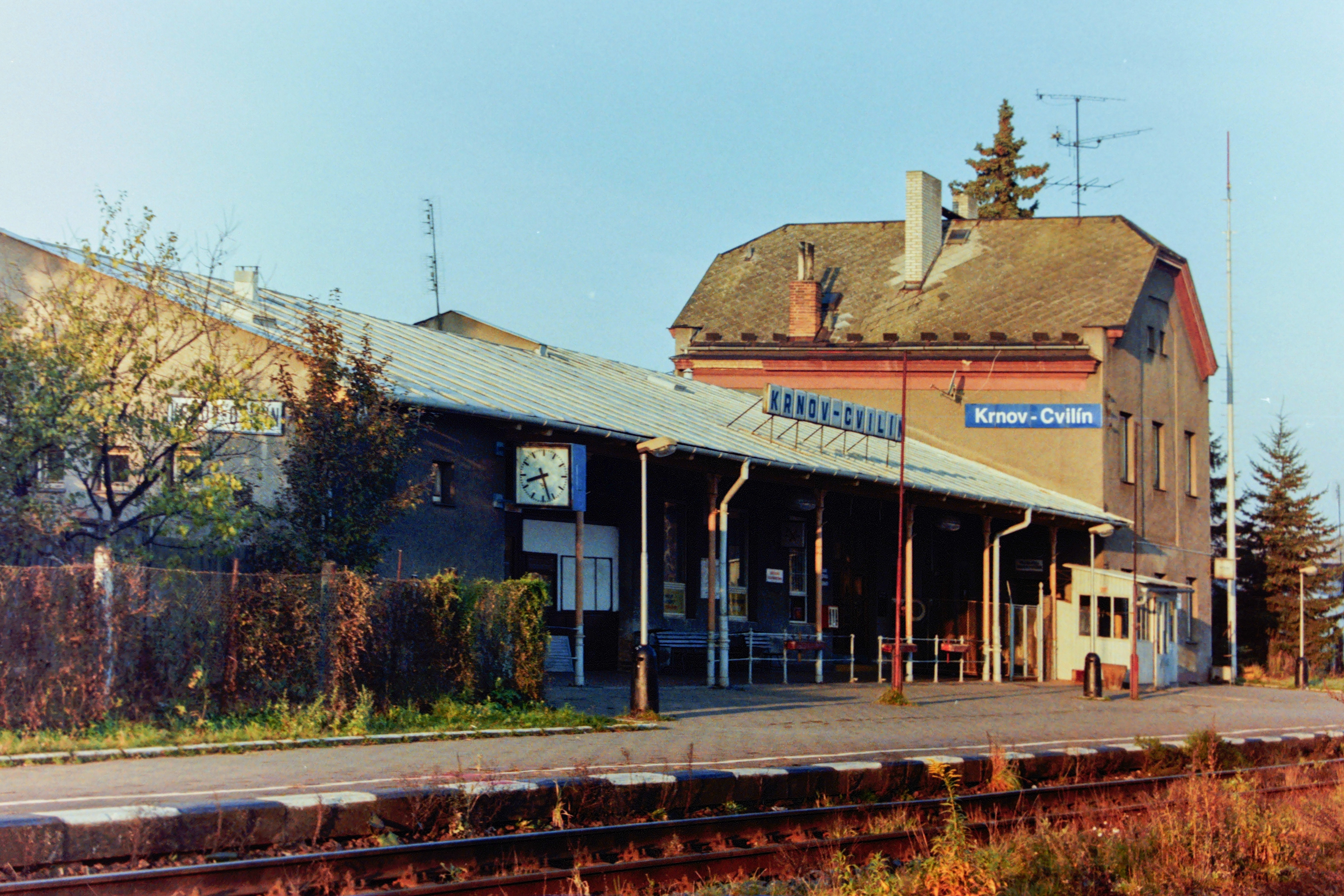
Nádražní budova v roce 1999

V budově zastávky byla rovněž dopravní kancelář hlásky Úvalno, která byla vybavena mechanickými návěstidly. Hláska byla zrušena společně se sousední hláskou Úvalno 15. prosince 2000, tyto dopravny byly nahrazeny nově zřízeným automatickým hradlem Červený Dvůr.
V roce 2016 proběhla celková oprava trati Opava–Krnov, v zastávce Krnov-Cvilín se to projevilo především výstavbou nového nástupiště, budova však zůstala v původním stavu.

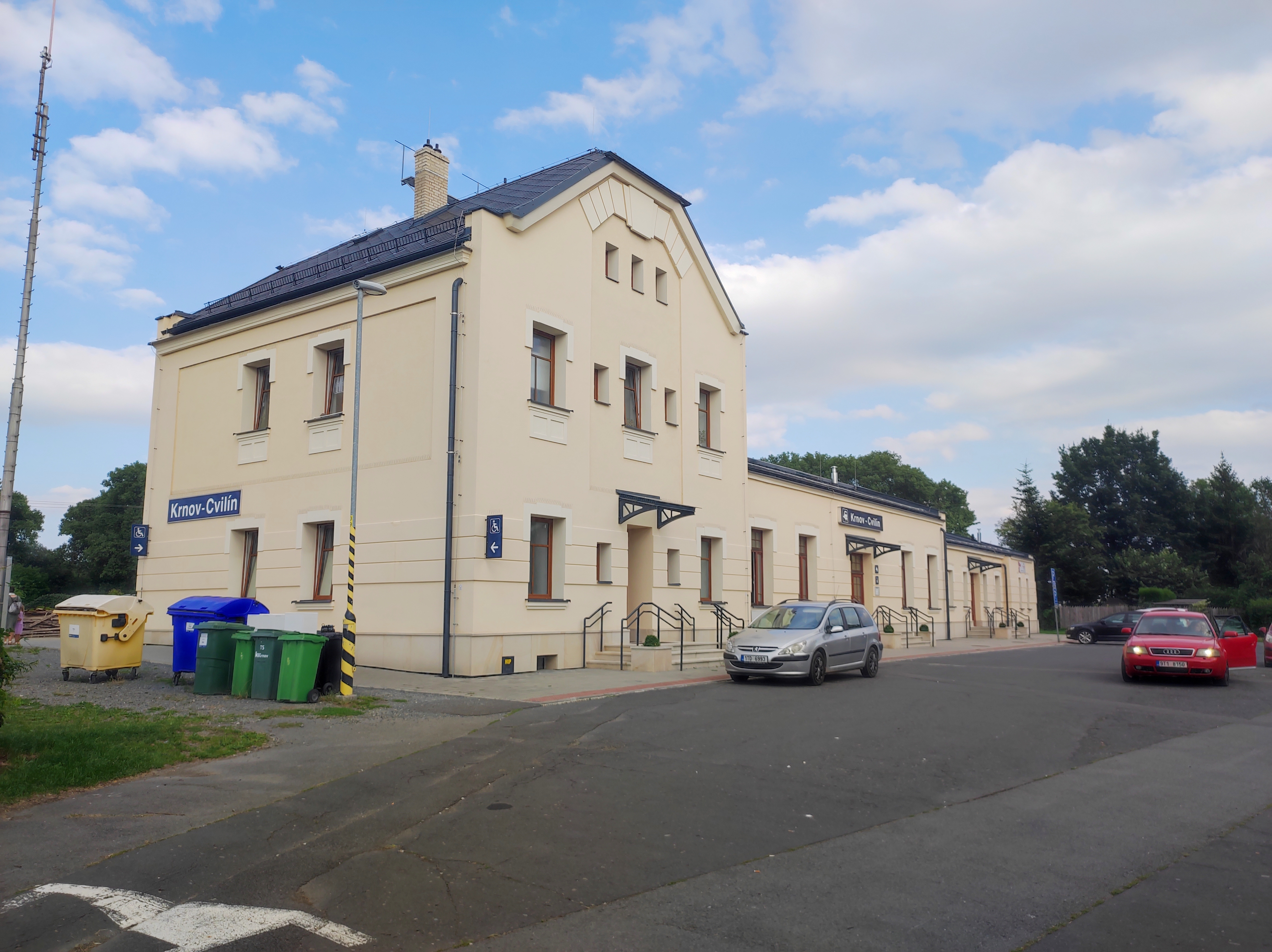
Pohled z ulice na budovu zrekonstruovanou v roce 2021

Neutěšený stav budovy byl v prvních desetiletích 21. století terčem kritiky. Generální opravy a uvedení do historického stavu se budova dočkala až v roce 2021. V rámci rekonstrukce byla rovněž změněna vnitřní dispozice budovy, zbourána byla dřevěná vestavba bývalého bufetu a další neoriginální dřevěné přístavby, došlo také k výměně mobiliáře.

## Popis zastávky
V zastávce ležící na jednokolejné trati je vnější úrovňové nástupiště s délkou 170 m, hrana nástupiště je ve výšce 550 mm nad temenem kolejnice. Cestující v zastávce informuje vizuální a akustický informační systém INISS, který je ovládaný výpravčím ze stanice Krnov. V těsném sousedství zastávky se v km 90,135 nachází přejezd s evidenčním číslem P7750 přes Hlubčickou ulici, který je zabezpečen světelným přejezdovým zabezpečovacím zařízením se závorami.